# Junior Vasquez
Junior Vasquez született Donald Gregory Mattern néven (Lancaster, Pennysylvania, 1949. augusztus 24. –) amerikai lemezlovas, producer és mixer.

## Karrierje
Mattern fiatal felnőttként költözött 1971-be New York-ba azzal a céllal, hogy divattervező legyen. Rövid ideig a Fashion Institure of Technology-ban folytatta tanulmányait, és egy ideig fodrászként is dolgozott. Mattern-t elbűvölte a New York-i éjszakai élet, különösen DJ Larry Levan munkája a Paradise Garage nevű szórakozóhelyen. Miután felvette a Junior Vasquez művésznevet, a 80-as években zenei produkciókban kezdte a pályafutását. Vasquez dolgozott együtt Shep Pettibone lemezlovassal, és számos dalt készítettek, illetve remixeltek olyan előadóknak, mint Madonna, Whitney Houston, Janet Jackson, MC Hammer, Prince, Pet Shop Boys és mások. Vasquez lehetőséget kapott a Club Bassline-ban, ahol rezidens dj-ként kezdett el dolgozni, és hírnévre szert tenni.
Junior Vasquez legkorábbi underground slágerei közül sok jelent meg "Ellis D" néven, köztük a "Work This Pussy" című house szám is. Illetve Vasquez kiadta a Just Like a Queen, a My Lolleata, az It's Scratched és a Took My Love Away című dalokat is.
1989 és 1995 között Vasquez az eredeti Sound Factory lemezlovasa volt a Richard Granttel közösen alapított klubban, mely Chelsea V 27 utca 530 alatt található. A nagy lemezkiadók elkezdték felkérni Vasquezt, hogy készítsen klubbarát remixeket legjobb énekeseinek, az ő személyes beat vezérelt house stílusban. A kereslet növekedése miatt sok zenész és énekes mint például a C+C Music Factory, David Morales, Björk, Marilyn Manson, vagy Madonna gyakran jártak vasárnap reggel a rendezvényeire. A sok népszerű előadókkal való együttműködés lehetővé tette számára, hogy saját repertoárt hozzon létre a hivatalos remixekből a nem hivatalos remixek mellett, melyek nem kerültek kiadásra, így élő szettjeit még inkább megkülönbözteti ezek játszása követői számára. 
1994-ben Vasquez kiadta legnagyobb slágerét a "Get Your Hands Off My Man" című kislemezt. Ebben az időben kapcsolatban volt a The House of Xtravaganza kiadóval, és a ballroom house-val is, mely ebben az időben kiemelkedő volt New York-ban. A 90-es évek elején Vasquez kiadta az "X" című kislemezt, melynek hangmintái Danny Xtravaganza 1990-es "Love the Life You Live" című dalából származik.

## Diszkográfia
| - "Get Your Hands Off My Man" (1994) - "X" (1994) - "Lift Me Up" (1995) - "If Madonna Calls" (1996) - Amanda Lear – "I Just Wanna Dance Again" - Angelique Kidjo featuring Peter Gabriel – "Salala" - Annie Lennox – "No More I Love You's/Take Me to the River/Downtown Lights (Medley)" - Beyoncé – "Krazy in Luv" - Billie Ray Martin – "Your Loving Arms" - Britney Spears – "Gimme More" (remixed by Junior Vasquez & Johnny Vicious) - Britney Spears – "Piece of Me" (remixed by Junior Vasquez & Johnny Vicious) - Britney Spears – "Womanizer" - Björk – "I Miss You" (Unreleased) - Bruce Roberts and Donna Summer – "Whenever There Is Love" - Casey Stratton – "House of Jupiter" - CeCe Peniston – "Hit By Love" - Charlotte – "Skin" - Cher – "Love and Understanding" - Cher – "One by One" - Christina Aguilera – "Ain't No Other Man" - Cyndi Lauper – "Come On Home" - Cyndi Lauper – "Hey Now (Girls Just Wanna Have Fun)" - David Bowie – "Little Wonder" - Destiny’s Child – "Girl" - Donna Summer – "I'm a Rainbow" - Donna Summer – "Melody of Love (Wanna Be Loved)" - Donna Summer – "My Life" - Donna Summer – "Whenever There is Love" duett Bruce Roberts-szel - Duran Duran featuring Grandmaster Flash – "White Lines" - Elton John – "Made in England" - Funky Green Dogs – "Fired Up" - Gloria Estefan – "Higher" - Irene Cara – "All My Heart" - Janet Jackson – "Runaway" - Janice Robinson & Sandy B – "The Real Me (It Gets Better)" - Joi Cardwell – "After the Rain" - John Mellencamp – "Key West Intermezzo" - Jonny McGovern – "Orange Juice" - Joyce Sims – "All & All" - Justin Timberlake – "Rock Your Body" - k.d. lang – "If I Were You" - Ké – "Strange World" - Kristine W – "Feel What You Want" - Kylie Minogue – "Too Far" - Lalo Schifrin – "Theme from Mission: Impossible" (Adam Clayton and Larry Mullen, Jr. version) - Lisa Lisa – "Acid Rain" - Lisa Lisa – "If This Is Real" - Lisa Stansfield – "All Around the World" - Livin' Joy – "Dreamer" - Madonna – "Bedtime Story" - Madonna – "Hollywood" (engedélyezett megjelenés a Donatella Versace divatbemutatóhoz) - Madonna – "Like a Prayer" (kiadatlan) - Madonna – "Rescue Me" - Madonna – "Secret" - Madonna – "I Want You" (kiadatlan) - Madonna – "You'll See" (kiadatlan) - Madonna – "Crazy For You" (kiadatlan) - Madonna – "Human Nature" (kiadatlan) | - Mariah Carey – Bringin' On the Heartbreak - Mariah Carey – "Heartbreaker/If You Should Ever Be Lonely" - Maroon 5 – "This Love" - Mary J. Blige – "Your Child" - MC Hammer – "Pray" (remixed by Junior Vasquez & Shep Pettibone) - Michael Jackson – "Off The Wall" (eight remixes were made, but only one released) - Michael Jackson – "You Rock My World" (remix, de soha nem jelent meg.) - Moby – "Into The Blue" - Nelly Furtado – "I'm Like a Bird" - Paula Abdul featuring Ofra Haza – "My Love Is for Real" - Peggy Wood – "Climb Ev'ry Mountain" - Pearl Jam – "Better Man" - Pet Shop Boys – "Yesterday, When I Was Mad" - Pink – "U + Ur Hand" - Pink – "Stupid Girls" (remixed by Dynamix & Junior Vasquez) - Prince – "Cream" - Prince – "Thieves in the Temple" - Queen – "Bicycle Race" - Rob Thomas – "Lonely No More" - Rickie Lee Jones – "Living It Up" (unreleased) - Sandy B – Nothingness - Seduction – "Feel Brand New" - Shannon – "Let The Music Play" - Siouxsie and the Banshees – "Fear (of the Unknown)" - Skunk Anansie – "Brazen (Weep)" - Sounds of Blackness – "Children of the World" - Steve Silk Hurley & CeCe Peniston – "He Loves Me 2" - Tevin Campbell – "Strawberry Letter 23" - The B-52's – "(Meet) the Flinstones" - Toni Braxton – "Unbreak My Heart" - Vanessa L. Williams – "You Are Everything" - Vernessa Mitchell – "Reap (What You Sow) - Whitney Houston – "Greatest Love of All" - Whitney Houston – "How Will I Know" - Whitney Houston – "I Didn't Know My Own Strength" - Whitney Houston – "I Learned from the Best" - Whitney Houston – "I Wanna Dance with Somebody (Who Loves Me)" - Whitney Houston – "Million Dollar Bill" - Whitney Houston – "Step by Step" - Whitney Houston – "Fine" - Wild Orchid – "Talk to Me" - Zelma Davis – "Power" - To the Rhythm (1998) - J.M.O. After Service (2001) - Junior's Magic Orchestra (2003) - The Future Sound of New York (1994) - This Is the Sound of Tribal (1994) - Best of Junior Vasquez: Just Like a Queen (1995) - 1997: Live, Vol. 1 / 2 (1997/1998) - Best of Junior Vasquez, Vol. 2 (1999) - Twilo, Vol. 1: Junior Vasquez (2000) - DJ19 Plays J.M.O. Perspective Service (2001) - Junior's Nervous Breakdown (2001) - Junior's Nervous Breakdown 2: Demented (2001) - Earth Music / Vol. 2 (2002) - Anthem / Vol. 2 (2003/2004) - Ageha, Vol. 4 (2004) - Party Groove: White Party, Vol. 7 (2006) - Generation Next (2009) |